# ساندرين دوسيت
ساندرين دوسيت (بالفرنسية: Sandrine Doucet)‏ (10 سبتمبر 1959 في تلانس - 4 فبراير 2019 ) سياسية من فرنسا.